# Ewald Hering
Karl Ewald Konstantin Hering (5. srpna 1834 Alt-Gersdorfu – 26. ledna 1918 v Lipsku) byl německý fyziolog zabývající se vnímáním prostoru a zvláště barvy. V letech 1870–1895 působil na pražské univerzitě. Jeho teorie barvy ve své době nezískala větší ohlas, v druhé polovině 20. století na ni však navázala tzv. oponentní teorie barvy a uznala Heringa za jednoho ze zakladatelů moderní vědy o barevném vnímání, vedle Thomase Younga a Hermanna von Helmholtze.

## Život
Hering studoval v Lipsku, mj. u Gustava Fechnera. V letech 1870–1895 byl profesorem pražské Karlo-Ferdinandovy univerzity na stolici Jana Evangelisty Purkyně. Vystupoval na straně německých profesorů v rozdělení univerzity a v roce 1882 se stal prvním rektorem její německé části. Jako zástupce německé vědy a kultury nebyl u Čechů populární a jeho dílo později nebylo v českém kontextu připomínáno. Po roce 1895 až do smrti působil v Lipsku.

## Heringova teorie barvy
Youngova a Helmholtzova trichromatická teorie barvy vykládala barevné vnímání jako kombinaci tří monochromatických obrazů vytvářených třemi druhy receptorů v oku. Hering oproti tomu chápe barevný vjem jako výsledek působení dvou oponentních mechanismů: červeno-zeleného a žluto-modrého. Tato oponentní fyziologická a psychologická struktura je podle něj příčinou toho, že existuje např. žlutočervená barva (totiž oranžová), nikoli však červenozelená, a některých dalších fenoménů barevného vnímání, jako je vzájemné rušení „protilehlých“ barev, červeno-zelená barvoslepost nebo zelený paobraz po delší fixaci červeného pole. Moderní neurofyziologie barvy dává zčásti za pravdu oběma těmto historickým teoriím, a to na různých úrovních zpracování vizuálního signálu. Sítnicí je světelný stimul zpracováván trichromaticky, pomocí trojích čípků s maximem citlivosti ve třech různých vlnových délkách viditelného světla. V dalším neurofyziologickém zpracování jsou oproti tomu popsány oponentní mechanismy založené na buňkách, které jsou stimulovány či inhibovány aktivitou různých typů čípků. Dosud objevené fyziologické oponentní mechanismy neodpovídají Heringem popsané psychologické červeno-zelené a žluto-modré oponentnosti. S psychologicky oponentním vztahem čtyř „unikátních barev“ (unique hues) se nicméně dnes ve vědě o barevném vnímání běžně počítá; červená, žlutá, zelená a modrá se také označují jako Heringovy primární barvy (Hering primaries).

## Dílo
- Zur Lehre vom Lichtsinne: Sechs Mitteilungen an die Kaiserliche Akademie der Wissenschaften in Wien. Wien: Carl Gerolds Sohn. 1878. Do angličtiny přeložili L. Hurvich a D. Jameson: Outlines of a theory of the light sense, Harvard University Press, 1964.